# Telephlebia tillyardi
Telephlebia tillyardi là loài chuồn chuồn trong họ Aeshnidae. Loài này được Campion in Tillyard mô tả khoa học đầu tiên năm 1916.